# Bagan
Bagan (en birman : ပုဂံ), jadis orthographié Pagan, est un vaste site archéologique bouddhique de près de 50 kilomètres carrés situé dans la Région de Mandalay, dans la plaine centrale de la Birmanie, sur la rive gauche de l’Irrawaddy. C'est le deuxième ensemble archéologique d'Indochine après Angkor. Du IXe siècle au XIIIe siècle, Bagan a été la capitale du royaume de Pagan, le premier empire birman ; cette cité à l'apogée de sa grandeur (1044-1287) ne comptait pas moins d'un demi-million d'habitants.
Occupé de nos jours par plusieurs villages ou hameaux souvent bâtis à proximité de groupes de temples, ce site se trouve dans une zone sismique et a subi de nombreux tremblements de terre ayant provoqué de graves dégâts, l’un des plus importants et destructeurs ayant eu lieu en juillet 1975. Les villages et hameaux à proximité du site archéologique ne comptent actuellement que 22 000 habitants.
Un inventaire des monuments du site a été dressé par la suite par Pierre Pichard, de l’École française d'Extrême-Orient (EFEO), avec l’aide de plusieurs collaborateurs locaux. Dans le cadre de cet inventaire en huit volumes publiés entre 1992 et 2001, les monuments ont été mesurés, photographiés et leurs plans tracés, chacun, outre le nom qu’il peut éventuellement porter, recevant un numéro. Cet inventaire recense 2 834 monuments, dont de nombreux en ruines. 
Plusieurs monuments ont été restaurés après le tremblement de terre de 1975, mais dès les années quatre-vingt-dix, une vague de restaurations entreprises sous l’égide du gouvernement birman ainsi que la construction d’un terrain de golf et d’une tour d’observation au milieu du site ont suscité de nombreux commentaires souvent fort critiques de la part des historiens de l’art et archéologues occidentaux. Ces restaurations, qui s’assimilent souvent à des reconstructions, sont financées par des donations des fidèles bouddhistes.
Bagan est inscrit sur la liste du patrimoine mondial de l'UNESCO le 6 juillet 2019.

## Chronologie sommaire
L’occupation du site par les Pyus semble avoir commencé vers le milieu du VIIe siècle de notre ère. Quelques fort rares vestiges de l’époque ont survécu, parfois dissimulés dans des monuments plus tardifs bâtis autour d’eux, ou comme peut-être le Bu-hpaya, un stūpa dont la forme bulbeuse reproduit celle des stūpas construits à Pyay (anc. Prome) par les Pyus. La plus grande période d’activité architecturale se déroula entre les XIe et XIVe siècles. Cette période qui marque l’hégémonie du pouvoir birman dans la région fait de la plaine de Pagan le plus grand site archéologique bouddhique d’Asie, riche de plusieurs milliers de monuments.
Les évènements historiques qui bouleversèrent le XIIIe siècle coïncident avec le déclin de la ville et le déplacement de la capitale vers Ava, au nord-est, marque la fin de cette longue période. Bagan ne fut néanmoins jamais complètement abandonné, demeurant un site de pèlerinage.
Il y aura une période de renouveau au XVIIIe siècle : plusieurs monuments sont alors construits comme l’Upali-thein, un hall pour l’ordination des moines, bâti en 1793-1794.

## Architecture
Les monuments sont construits en brique ou, plus rarement, partiellement excavés, partiellement construits. Ils furent entièrement recouverts d’un enduit blanc (stuc) qui a souvent disparu ; les encadrements de portes et de fenêtres connaissant un traitement particulièrement raffiné avec des jambages parfois ornés de larges volutes ornées d’animaux et de fleurs et un tympan polylobé inséré dans la représentation d’une tour.

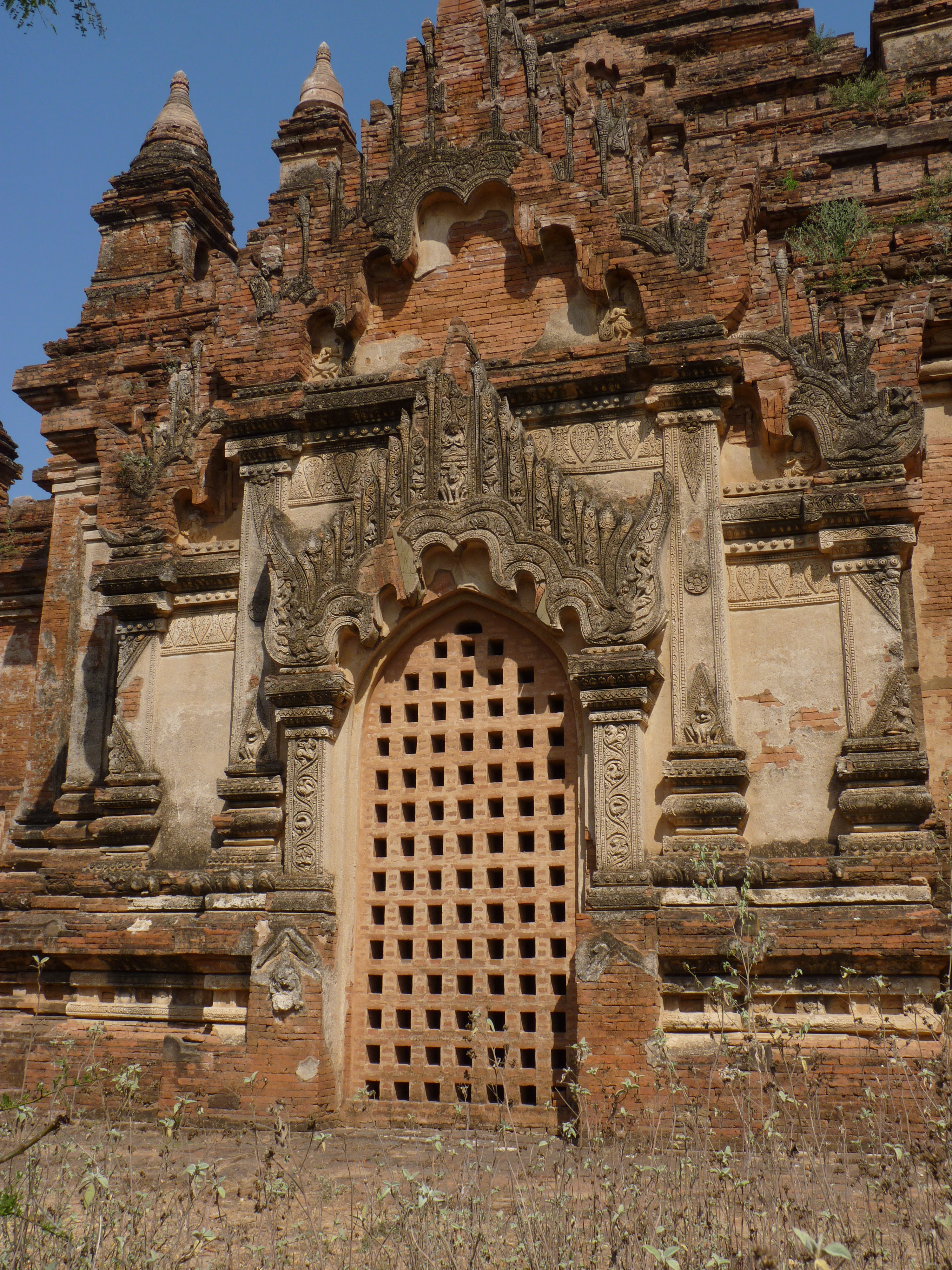
Arc polylobé pris dans un tympan et reposant sur des jambages ornés de volutes, Kubyauk-nge, façade sud
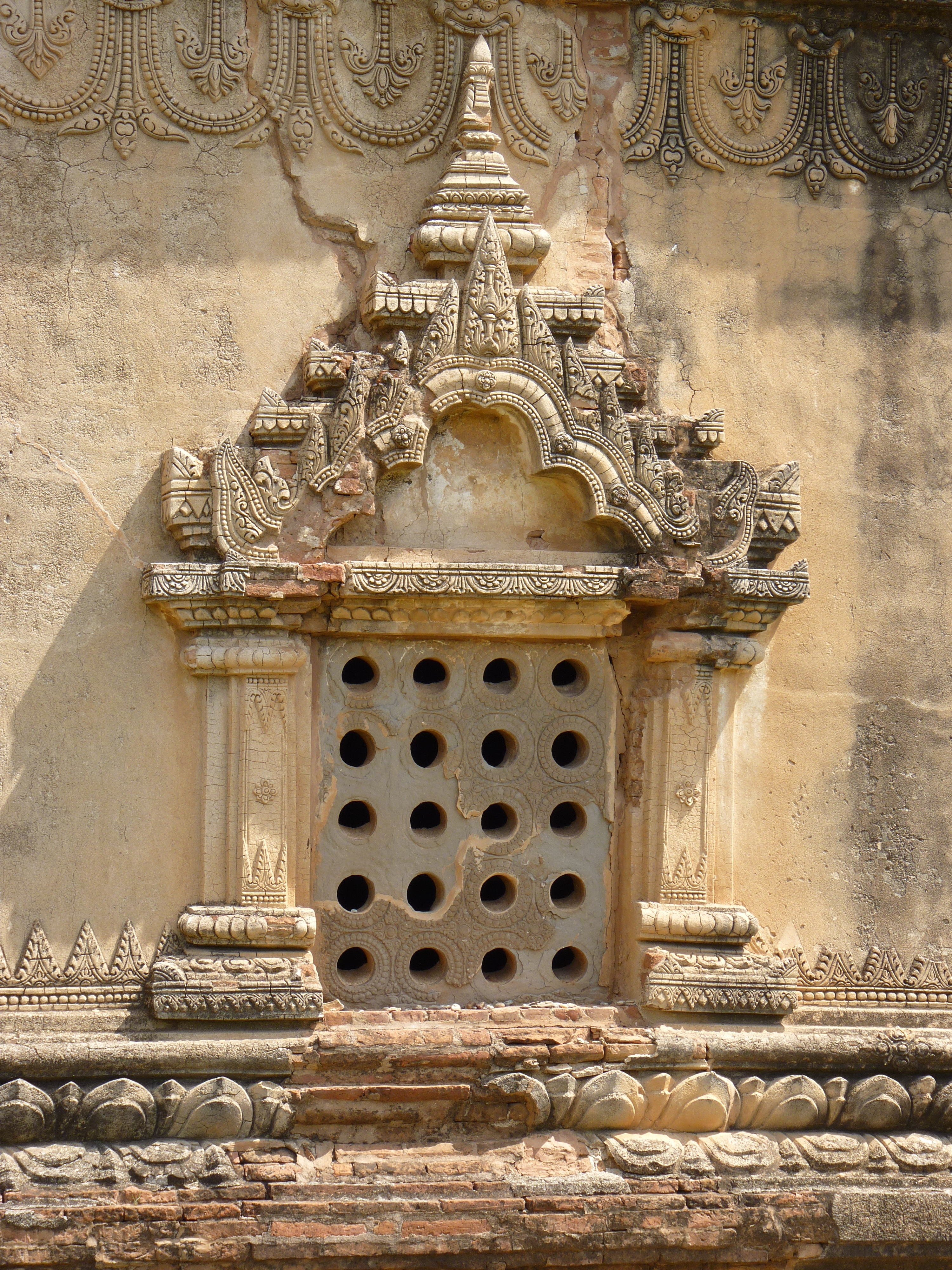
Arc polylobé inséré dans une représentation de tour, Myebontha, façade occidentale

### Types de monuments
Deux grands types se retrouvent ici : le stūpa et le temple.
Le stūpa, monument plein, de plan circulaire mais pouvant avoir une base de plan carré, voire pentagonal, et dont la vénération se traduit par la circumambulation qu’on en fait. Le plan pentagonal est une création des architectes de Bagan, et fait référence aux quatre derniers Bouddhas du passé ainsi qu’à celui du futur Bouddha, Maitreya (Metteya).
Le temple, monument construit, dont les dimensions peuvent varier et dont le plan connait plusieurs formes :  
- temple tout en longueur, avec le plus souvent un porche et un vestibule précédant le sanctuaire ; parfois le porche et le vestibule sont absents, et le temple se transforme en petite chapelle pratiquement ;
- temple de même structure mais avec un noyau de plan carré bâti au centre du sanctuaire, ce qui permet l’introduction d’images du Bouddha sur les quatre faces et autorise la circumambulation, par exemple le Myebontha ;
- temple en forme de croix, ayant quatre ailes (avec porche, vestibule), le plus célèbre étant l’Ananda dont les quatre images comprises dans les sanctuaires représentent les quatre derniers Bouddhas du passé.

On relève en outre l’existence de quelques monuments excavés mais complétés par des éléments construits en briques rajoutés, par exemple le Kyanzittha-umin ou le Kyauk-ku-umin, dont le porche et le sanctuaire forment un bâtiment massif s’adossant à la paroi naturelle dans laquelle des couloirs furent creusés.

### Types de monuments et terminologie
Les noms donnés localement aux monuments incluent souvent un terme qui fait référence à leur nature :
- l'origine du terme « zedi » est caitya, synonyme du terme stūpa.
- un « gu » est un temple « grotte », c’est-à-dire un monument dans lequel on pénètre, le terme gu provenant du sanskrit guha (caché, secret) ;
- « Umin » fait référence à un monument excavé ;
- le terme « hpaya » souvent rencontré en apposition signifie « seigneur » et est un terme de respect, voire de vénération, apposé à la plupart des monuments.

### Distribution géographique des monuments

#### La vieille ville
La vieille ville de Bagan qui occupe l’angle droit où le fleuve brise sa course vers l’Ouest et se dirige vers le Sud ; elle est cernée par des murailles encore partiellement préservées, avec notamment la porte de Tarabha sur le mur occidental. Il est probable que son plan initial était quadrangulaire et que sa muraille occidentale fut érodée par le fleuve.
Plusieurs temples et stūpas y sont localisés : le Pathohtamya (avec peintures), le Nat-hlaung-kyaung (un temple brahmanique), le temple de la Mahabodhi (une réplique du temple de Bodhgaya), le Bu-hpaya (un stūpa de silhouette bulbeuse construit sur la rive du fleuve), le Gawdaw-palin et le That-byin-nyu (deux « temples-montagnes ») notamment. 

#### Au sud de la ville et à Myinkaba

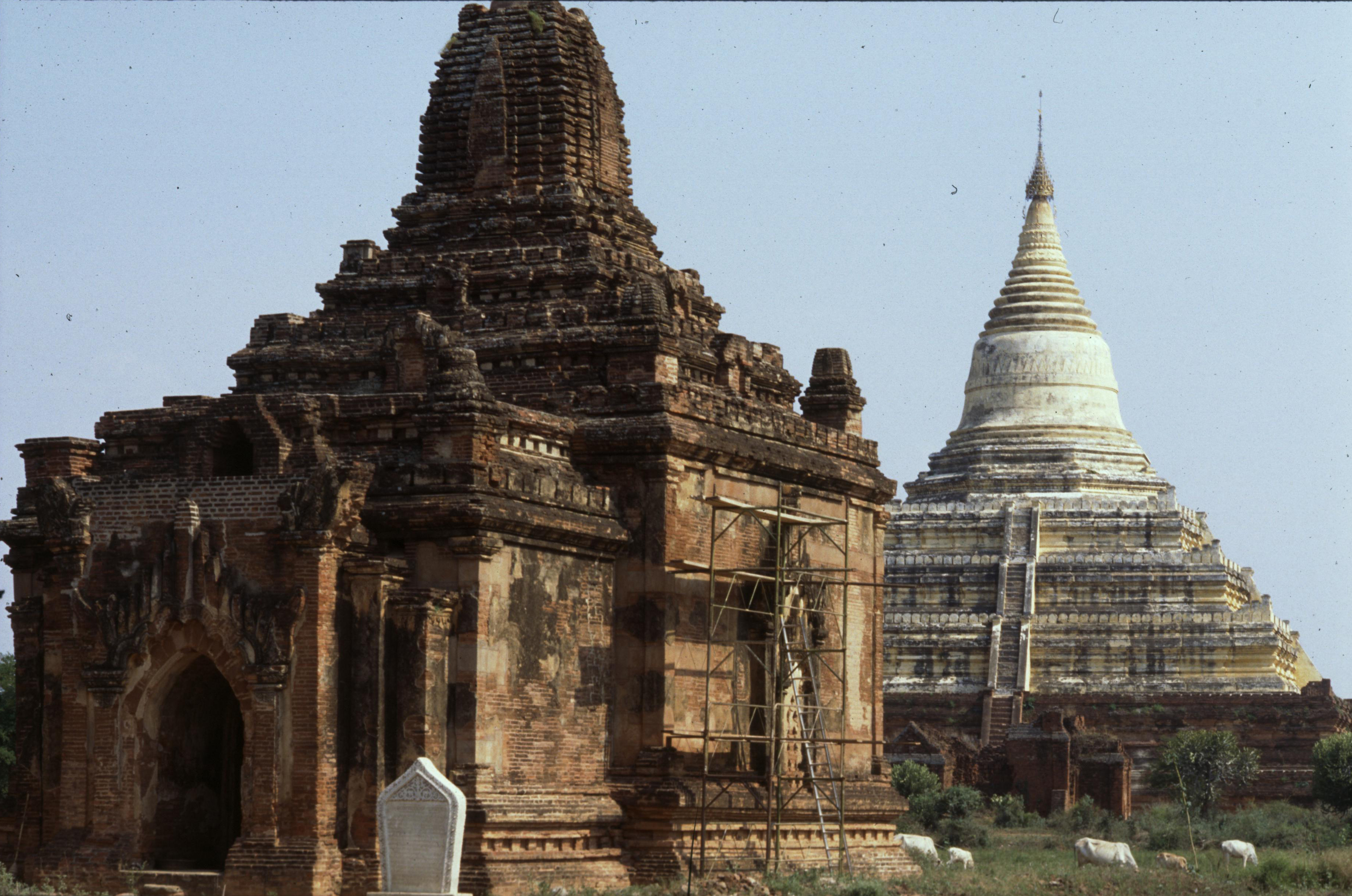
Le Loka-hteik-pan en 1996 (premier plan).

De nombreux monuments, dont certains se trouvant sur le territoire du village de Myinkaba, furent bâtis au sud de la ville  et dans toute la zone longeant le fleuve. Certains, parmi les plus anciens, sont ouverts vers le Nord (Loka-hteik-pan ; Abeyadana ; Nagayon), autrement dit, vers la ville qui était le centre administratif et politique du royaume. Localisé au sud du Loka-hteik-pan, le stūpa Shwe-san-daw fut fort probablement construit par le souverain Aniruddha (Anawrahta)(r. 1044 -1077). Mention doit aussi être faite du Mye-bon-tha bâti à l’est du Loka-hteik-pan.
Plusieurs autres stūpas furent érigés dans cette zone du site : le Mingala-zedi, probablement au XIIIe siècle, ou, plus vers le sud, le So-min-gyi construit un siècle plus tôt et célèbre pour ses terres-cuites vernissées. Par-delà Myinkaba, dans le village de Pagan Myo-thit, fut construit sur la rive le Loka-nanda, un monument à la silhouette bulbeuse similaire à celle du Bu-hpaya.
Outre le Kubyauk-gyi localisé au nord du village de Myinkaba et inauguré en 1113 par le prince héritier, fils de Kyanzittha, on retiendra l’Abeyadana et le Naga-yon, tous deux construits au sud de Myinkaba pendant le règne de Kyanzittha : ces différents monuments, outre le fait qu’ils furent l’objet de donations royales, comportent une ornementation picturale fort riche et élaborée et encore bien conservée. Construit au XIe siècle, le Nanpaya retient l’attention pour son ornementation intérieure sculptée dans la pierre qui demeure un exemple unique à Pagan.

#### Entre la vieille ville et Nyaung-U
Plusieurs groupes de monuments sont érigés dans la zone longeant le fleuve entre la vieille Pagan et le village de Nyaung-u et incluant notamment le hameau de Wetky-in. Le premier monument rencontré aux portes de la ville quand on en sort est le grand temple de l’Ananda construit durant le règne de Kyanzittha (1084-1112) et dont l’entrée principale est dirigée vers la ville, c’est-à-dire vers l’ouest. 

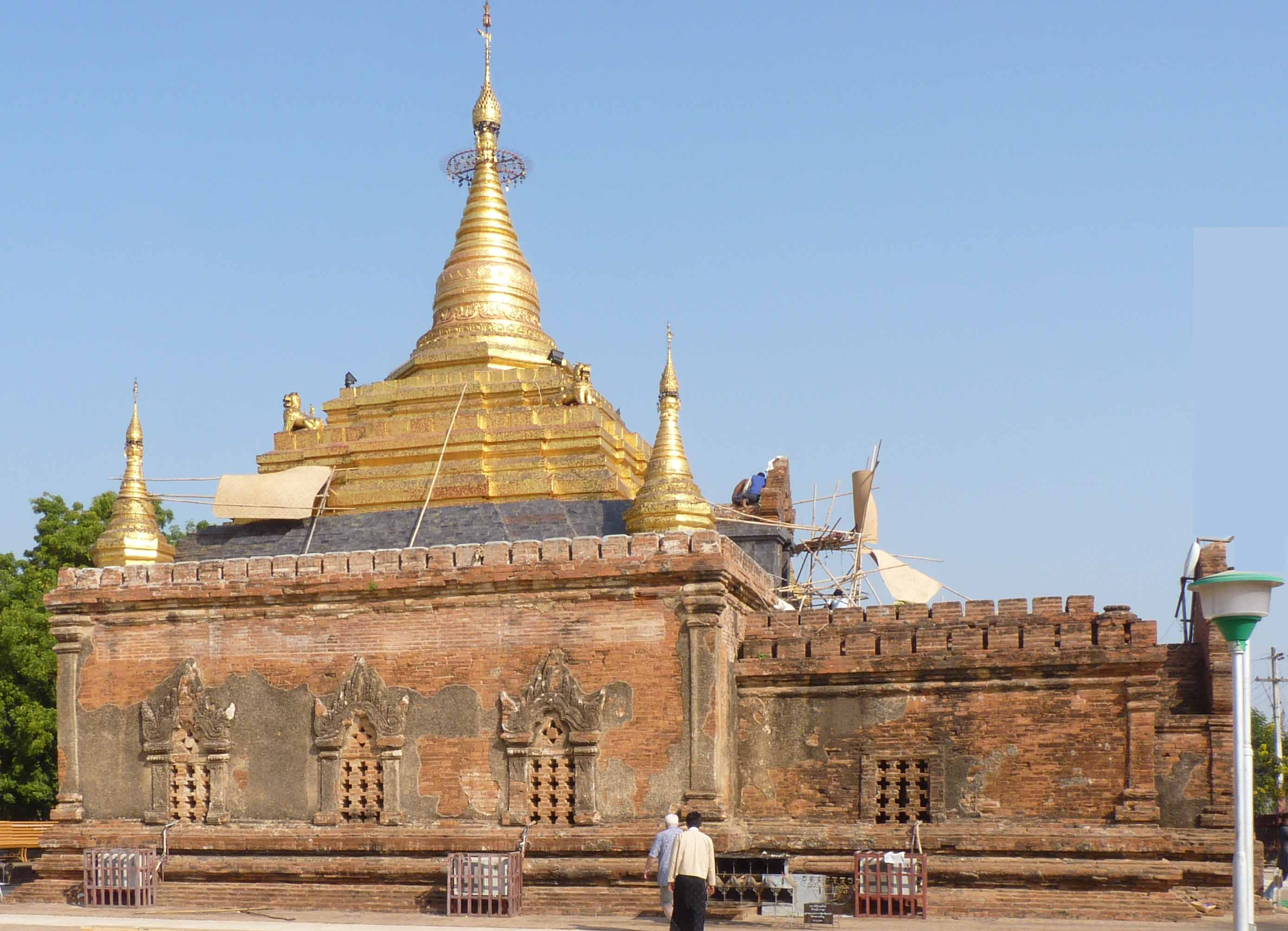
L'Alopyi-gu-hpaya en 2013 (noter les restaurations récentes et les climatiseurs).

Le temple de Htilominlo, bâti vers le début du XIIIe siècle, émerge dans le paysage comme autre « temple-montagne »  au sud-est duquel se trouve l’Alopyi-gu-hpaya. Plus vers l’est, on mentionnera le Kubyauk-gyi de Wetkyi-in – à ne pas confondre avec le Kubyauk-gyi de Myinkaba. En remontant vers le nord, on rencontre le Kyanzittha-umin, un « temple-grotte » partiellement construit, partiellement excavé avant de rejoindre le stūpa Shwezigon.
La pagode Shwezigon, bâtie par Aniruddha (Anawrahta) porte le numéro 1 dans l’Inventaire des monuments du site ; à l’est du village de Nyaung-U et accessible depuis le haut de la falaise, se trouve le Kyauk-ku-umin, un monument partiellement excavé, partiellement construit.

#### La plaine centrale
Quelques monuments seulement furent érigés dans la plaine centrale ; la haute silhouette du Dhammayan-gyi (XIIe siècle) et du Sula-mani-gu-hpaya (daté 1183), deux monuments apparentés au groupe des « temples-montagnes », se dégage dans le paysage, accentuant leur isolement. En revanche, de nombreux petits monuments sont distribués autour du Dhamma-yazika (daté 1197-1198), un stūpa dont le plan de base est pentagonal.

#### Minnanthu, au sud-est de la plaine
Un autre groupe important de monuments érigés vers la fin du XIIe et au XIIIe siècle se trouve à Minnanthu, un village localisé au sud-est de la plaine (Hpaya-thon-zu ; Tambula ; Winido-hpaya ; Let-put-kan).

## Peintures murales

### Technique
Les murs étaient recouverts de couches de paille et de boue supportant une fine couche de chaux sous la peinture posée a tempera avec liant animal. Au fil des siècles, les peintures purent noircir, dissimulées par la suie provenant des bougies et de l’encens ou furent recouvertes d’une couche de sable porté par le vent. 

### Iconographie

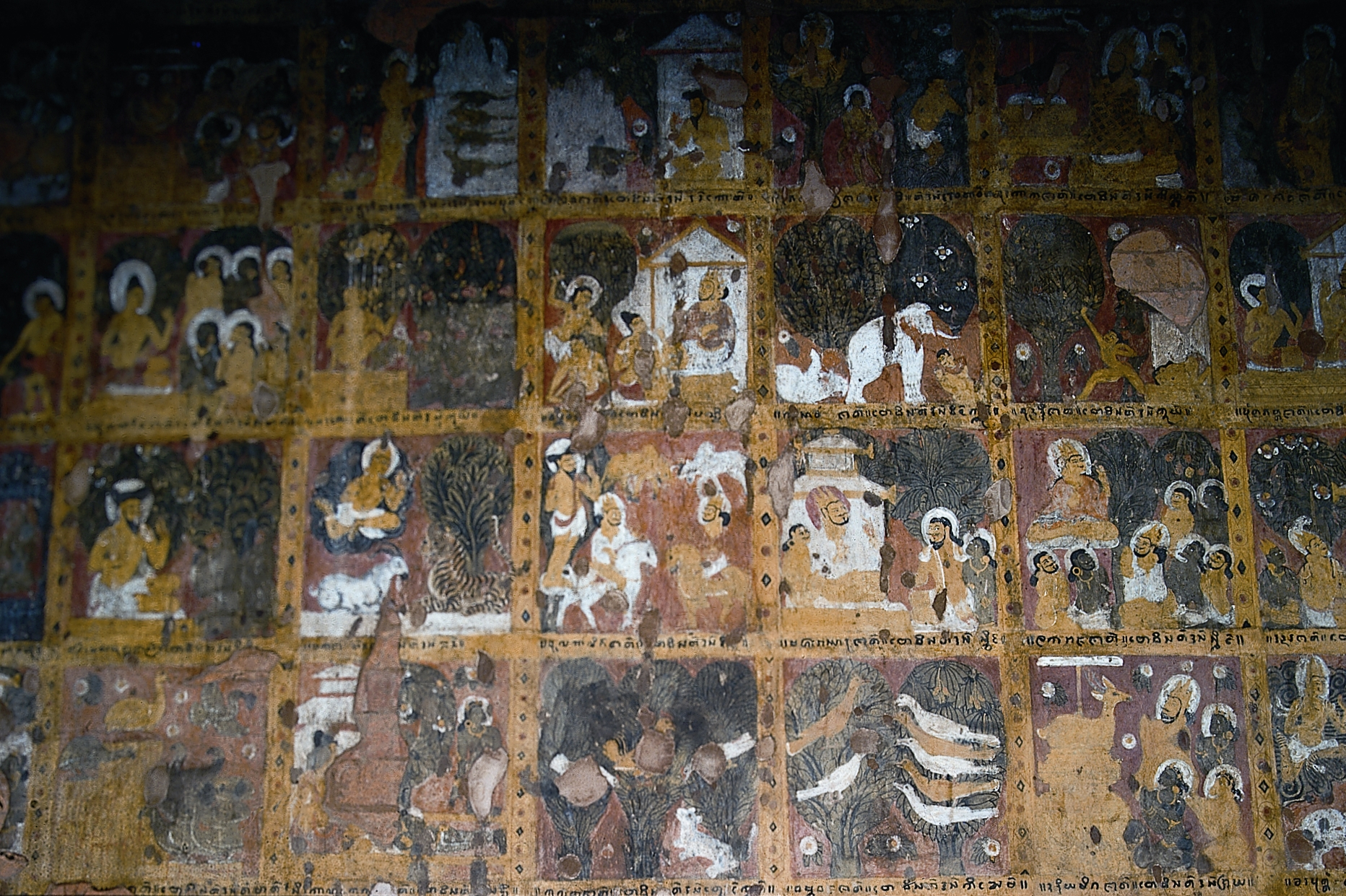
Scènes des jātakas dans le déambulatoire du Kubyauk-gyi.

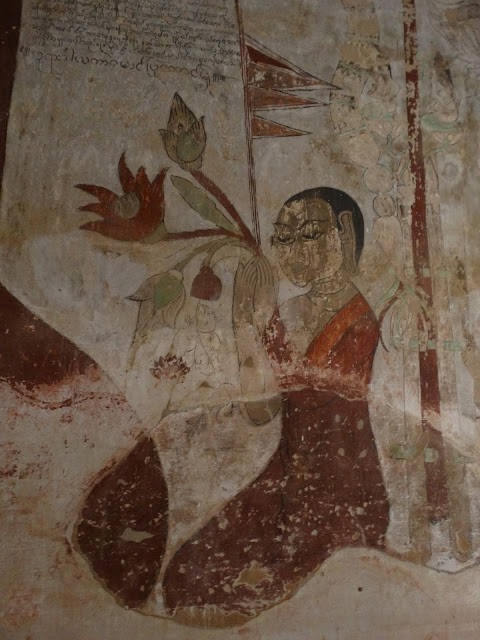
Fresque Temple Sulamani

On peut distinguer entre deux grands types d’ornementation picturale, l’une religieuse et l’autre décorative. L’iconographie religieuse inclut les thèmes suivants :
- Vie du Bouddha : représentée au moyen d’un panneau unique incluant sept scènes formant un arc autour de l’image de culte qui est en ronde-bosse ou en haut-relief, par exemple dans le Loka-hteik-pan ; ou figurée en une série de tableaux distribués dans le monument.
- Vies antérieures (jātakas) du Bouddha : les 547 jātakas sont représentés au moyen de petits tableaux carrés et inscrits du titre de la vie illustrée. Dans les temples construits durant le règne de Kyanzittha (1084-1112) ces tableaux forment de grands ensembles recouvrant des murs entiers du vestibule, dans l’Abeyadana ou le Nagayon par exemple, ou du sanctuaire comme dans le Loka-hteik-pan ou dans le déambulatoire comme dans le Kubyauk-gyi de Myinkaba (A.D. 1113) qui en offre un des ensembles des plus achevés et les mieux préservés. Le cycle commence dans la partie supérieure du mur et forme une série de bandeaux superposés avec les panneaux se succédant de gauche à droite et de haut en bas. Dans la suite du développement, les tableaux deviennent plus petits, ne couvrant plus complètement les murs, par exemple dans le Kubyauk-gyi de Wetky-in où deux grands ensembles se trouvent au milieu d’une composition iconographique beaucoup plus complexe sur les deux murs latéraux du sanctuaire. La représentation des jātakas occupe une position secondaire par rapport à celle des évènements de la vie du Bouddha, plusieurs rangs de petits panneaux carrés formant l’encadrement des tableaux consacrés à ces évènements, comme on l’observe dans plusieurs temples bâtis dans le village de Minnanthu.

- Le Bouddha dispensant ses sermons ou sūtras.
- Les 28 Bouddhas du passé.
- Les Bodhisattvas et gardiens de porte.
- Les empreintes de pieds du Bouddha traditionnellement peintes sur le plafond du vestibule et dirigées vers le sanctuaire[10].

Les peintures ne pouvaient ni ne devaient être nécessairement regardées de manière détaillée dans les monuments des XIe et XIIe siècles qui sont bâtis dans la vieille ville ou au sud de celle-ci ; elles y ornent souvent des couloirs fort sombres sans lumière directe et demeurent à proprement parler invisibles. L’observation s’applique aussi bien entendu aux inscriptions qui les identifient.
La situation change au cours du XIIe siècle : dès lors, les monuments étant davantage ouverts avec plusieurs fenêtres et entrées, l’ornementation picturale est plus clairement visible.
L’ornementation décorative fait largement la place à des motifs empruntés au monde de la végétation et à l’univers animalier. Le lotus y occupe une place prééminente, étant peint à la clef de voûte du sanctuaire

## Monuments

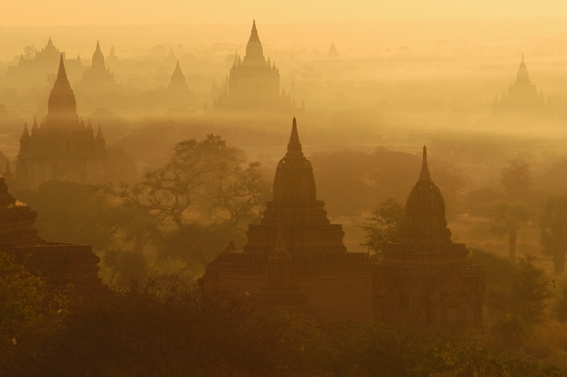
Temples à Pagan.

Construits pour l'essentiel entre les Xe et XIIIe siècles, ils présentent des types et des styles très variés, qui ne se succèdent pas toujours dans l'ordre chronologique. L'indianiste Louis Frédéric distingue trois périodes principales :
- avant 1047 : influences diverses (Sri Lankaises, indiennes, tibétaines arakanaises, mônes, pyu, etc.) ;
- entre 1047 et 1160 : influences mônes prépondérantes, développement d'un style birman ;
- à partir de 1160 : style proprement birman.

Principaux monuments, par ordre de construction
- avant 1047 :
  - Sharabhâ, porte de l'Est, reste de l'enceinte du roi Pyinbya (règne de 846 à 878).
  - Bupaya, stûpa du IXe siècle, démoli par le tremblement de terre de 1975, reconstruit depuis.
  - Nat Hlaung Kyaung, seul temple hindouiste de Pagan, construit par Nyaung-U Sawrahan (†964).

- à partir de 1047 :
  - Temple de Manuha, élevé à ses frais par le roi môn captif Manuha à partir de 1057.
  - Temple de Nanpaya, peut-être une autre construction de Manuha, et peut-être son premier lieu de résidence à Pagan.
  - Pagode Shwesandaw, de style môn, construite par Anawrahta à partir de 1057.
  - Lawkananda, stûpa construit par Anawrahta en 1059.
  - Pagode Shwezigon, commencée par Anawrahta en 1059, achevée par son fils Kyanzittha.
  - Pahto-tha-mya attribué au règne de Sawlu, fils d'Anawrahta (1078-1084).
  - Temple du Nagayon, construit par Kyanzittha à partir de 1084.
  - Temple de l'Ananda, construit par Kyanzittha en 1091.
  - Temple du Loka-hteik-pan, construit pendant le règne de Kyanzittha vers 1100.
  - Temple du Kubyauk-gyi, construit par Rājakumār, fils de Kyanzittha en 1113.
  - Alopyi-gu-hpaya, construit après 1113.
  - Shwegûgyi, temple construit par Alaungsithu en 1131, et où il mourut.
  - Thatbyinnyu, le plus haut sanctuaire, construit par Alaungsithu en 1144.

- après 1160 :

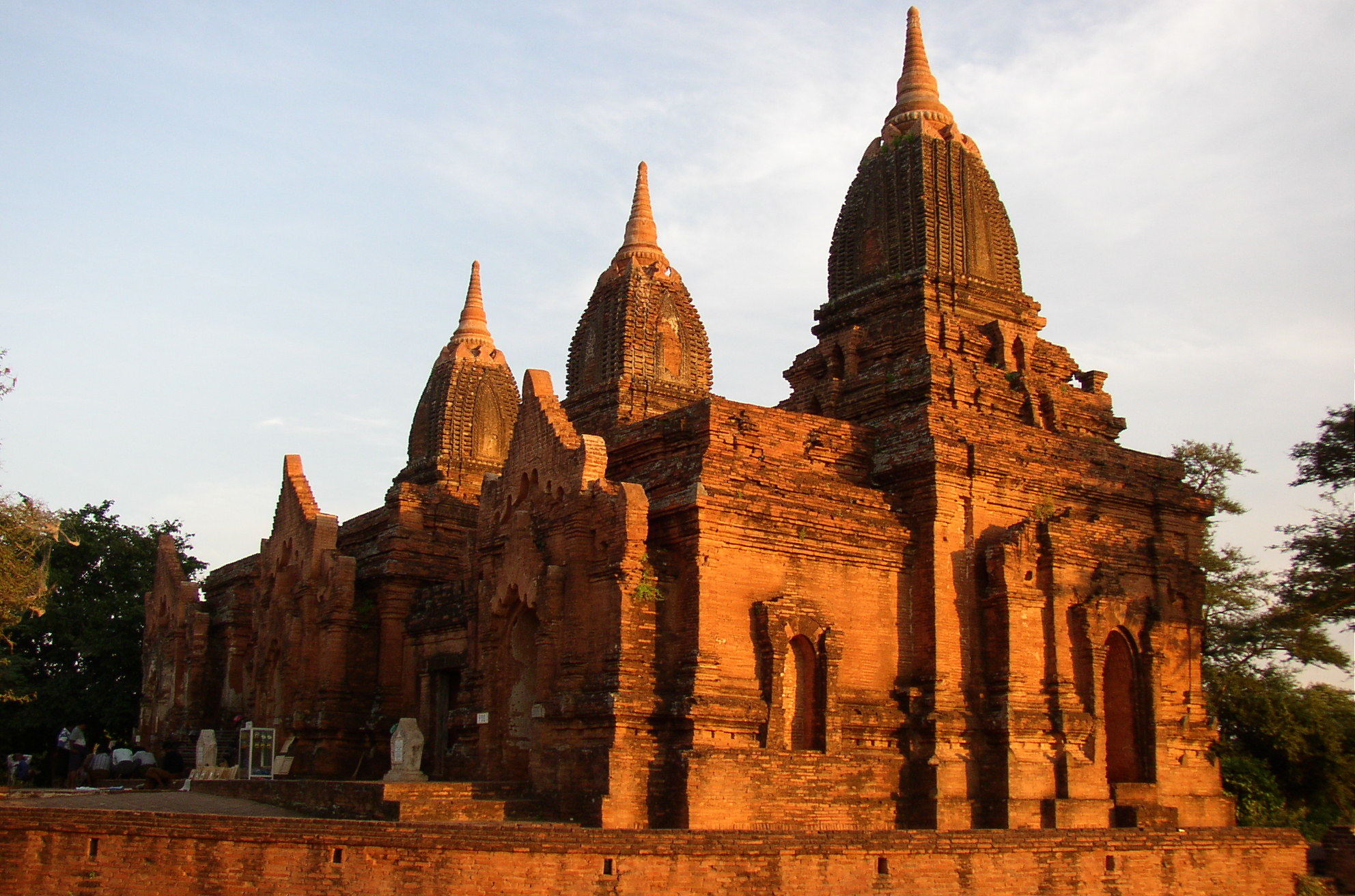
Le Payathonzu, de style mon tardif

- - Dhammayangyi, énorme temple commencé vers 1167, soit par Alaungsithu soit par son fils Narathu, resté inachevé.
  - Sulamani, temple construit par Narapatisithu en 1183.
  - Dhammayanzika, stûpa circulaire construit en 1196-98 par Narapatisithu.
  - triple sanctuaire du Payathonzu, vers 1200, ou plus tardif.
  - Gawdawpalin, temple commencé par Narapatisithu († 1211) et achevé par son fils Htilominlo, très endommagé en 1975 et restauré.
  - Temple de Htilominlo, construit par celui-ci en 1218.
  - Temple de la Mahabodhi, une petite réplique du temple de la Mahabodhi de Bodh-Gaya, construite vers 1218.
  - Mingalazedi, stûpa construit par Narathihapati entre 1268 et 1284.

L'inscription de Myazedi, datée de 1113 environ, est décrite comme la Pierre de Rosette de la Birmanie : elle porte des textes en quatre langues : Pyu, Môn, Birman ancien et Pâli. Elle est dédiée au temple du Gubyaukgyi par le prince Rajakumar, fils du roi Kyanzittha.

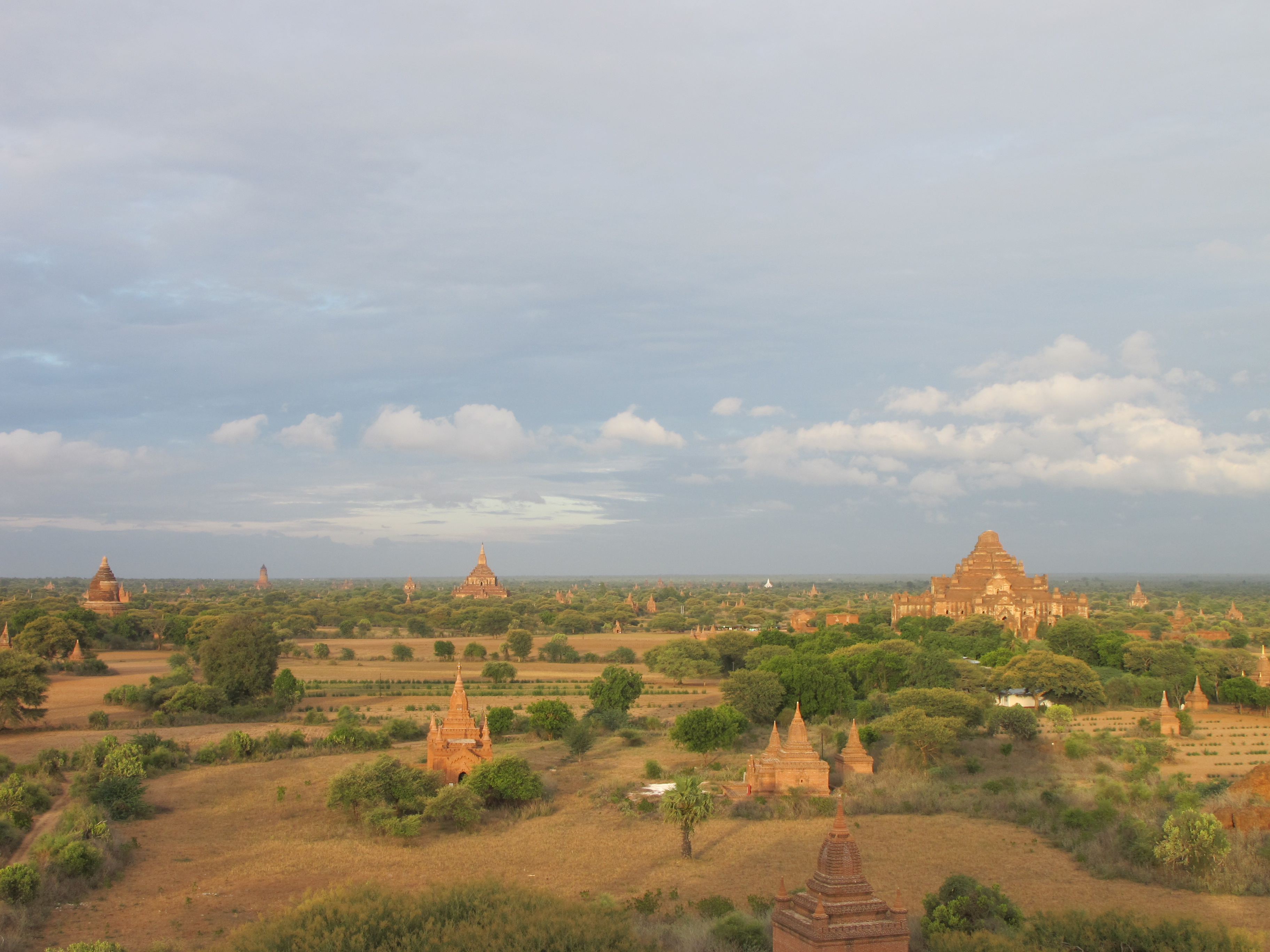
Vue panoramique de Bagan (2012).

## Bagan aujourd'hui
Tôt le matin, des fidèles déposent de la nourriture pour les bonzes dans des vases noirs placés à cet effet devant les statues du Bouddha, nichées dans les murailles du vieux Pagan. D'autres préfèrent que les moines viennent chercher les offrandes chez eux.
Très jeunes, les garçons suivent les rites d'initiation des bonzes. Mais le shinpyu, ou accession à l'état de moine bouddhiste, n'est assorti d'aucun vœu. Ils peuvent, à tout moment, renoncer à la vie religieuse. C'est ce qu'ils font pour la plupart, une fois acquis un certain degré de connaissance.
Dans la zone archéologique, l'ancienne capitale de Birmanie n'est plus qu'une calme bourgade. Le haut lieu de l'art bouddhiste se consacre avant tout aux activités traditionnelles.
Le bouddhisme faisant bon ménage avec l'animisme qui le précéda, on retrouve en Birmanie cette symbiose dans les fêtes populaires. Ainsi on peut voir sur la place de Pagan un danseur déguisé en Nat, génie bénéfique, conjurer les esprits maléfiques qui viennent troubler les mortels. De même, les montreurs de marionnettes parcourent le pays en racontant des légendes fantastiques d'un très lointain passé.
En 2020, durant la pandémie de covid-19, des pilleurs profitent de l'absence de touristes et du sous-effectif de la police et des pompiers au vu de la taille du site pour s'en prendre à lui. Au début du mois de juin 2020, une douzaine de pagodes ont été pillées. Le butin exact n'a pas été communiqué, la police indiquant seulement qu'il s'agit de pièces de monnaie et de reliques, mais le site n'avait pas été confronté à autant de pillages depuis des décennies. Cependant, les pagodes mieux conservées et les plus prestigieuses, mieux gardées, sont épargnées.